# Pseudogonalos
Pseudogonalos  (лат.) — род наездников из семейства Trigonalidae.

## Описание
Наездники средних размеров (5,5—13,9 мм). Тело вытянутое (узкое), чёрное и блестящее. Усики очень длинные с множеством сегментов (23-26). Правая мандибула 4-зубая, левая 3-зубая. Вертлуги 2-члениковые, крылья с 3 радиомедиальными ячейками. Брюшко яйцевидно-эллиптическое. Паразитируют на личинках различных насекомых (пилильщиков и гусениц бабочек). Ранние сообщения о паразитировании на личинках социальных ос  (Dours, 1873; Sharp, 1895; Clausen, 1940; Popov, 1945) позднее не были подтверждены.

## Систематика
2 вида. Род Pseudogonalos относится к подсемейству Trigonalinae (Trigonalyinae). В 1983 году Ульке (Oehlke, 1983) признал название Trigonalis Spinola, 1840 валидным и отличным от таксона Trigonalys Westwood, 1835, сведя род Pseudogonalos в младшие синонимы к Trigonalis. Однако, вскоре (Scaramozzino & Pagliano, 1989) было доказано, что Trigonalis всего лишь ошибочное написание для таксона Trigonalys. Автор первоописания (итальянский энтомолог Максимилиан Спинола (Maximilian Spinola, 1840) не дал описание второго родового таксона и уже через год сам признал свою ошибку (Spinola, 1841). Поэтому, в последней ревизии семейства имя Trigonalis признано неправильным последующим прочтением ("incorrect subsequent spelling") и, согласно статье 33 (часть с) Международного кодекса зоологической номенклатуры (1985), отвергнуто в пользу применяемого сейчас валидного названия Pseudogonalos. 
- Подсемейство Trigonalinae (Trigonalyinae)
  - Род Pseudogonalos Schulz, 1906
    - Pseudogonalos hahnii Spinola, 1840 typus — Европа, Азия
      - (=Trigonalis hahnii Spinola, 1840)

    - Pseudogonalos harmandi Schulz, 1907 — Индия